# BASILISK
『BASILISK』（バシリスク）は、D'ERLANGERのメジャー1stアルバム。

## 概要
メジャー第一弾目のオリジナル・アルバム。10万枚以上を売り上げるヒット作となった（オリコンチャートでは約5万枚）。D'ERLANGERのアルバムでは最もオリコンチャートの登場回数の多い作品である。なお、シングル「DARLIN'」と並んで最多である。

### リリース
BMGビクターの規格品番が本アルバムから新方式に改められ、CDがBVCR-1、カセットがBVTR-1となっている。
1995年4月21日、『BASILISK with re-masterd』（BVCR-1008）として再発売された。
2007年4月18日、D'ERLANGERメンバーによるリマスタリングが施され紙ジャケ仕様（BVCK-17008）で再発売した。

## 収録曲
1. HURTS
  - 作曲・編曲：D'ERLANGER・DAHLIA
2. INCARNATION OF EROTICISM
  - 作詞：KYO　作曲：CIPHER　編曲：D'ERLANGER
3. CRIME & PUNISHMENT
  - 作詞：KYO　作曲：CIPHER　編曲：D'ERLANGER
4. AFTER IMAGE
  - 作詞：KYO　作曲：CIPHER　編曲：D'ERLANGER
5. SAD SONG
  - 作詞：KYO　作曲：CIPHER　編曲：D'ERLANGER
6. DARLIN'
  - 作詞：KYO　作曲：CIPHER　編曲：D'ERLANGER

アルバムヴァージョン。
7. Moon and the Memories
  - 作詞：KYO　作曲：CIPHER　編曲：D'ERLANGER
8. SO...
  - 作詞：KYO　作曲：広瀬さとし　編曲：D'ERLANGER・広瀬さとし

広瀬さとしプロデュース
9. I CAN'T LIVE WITHOUT YOU
  - 作詞・作曲：CIPHER　編曲：D'ERLANGER

アコースティックバージョン。
10. BARA IRO NO JINSEI
  - 作詞・作曲：CIPHER　編曲：D'ERLANGER・DAHLIA

## 参加ミュージシャン
- ボーカル - kyo
- ギター - CIPHER
- ベース - SEELA
- ドラム - Tetsu